# Tuula Tenkanen
Tuula Tenkanen (Espoo, 11 de agosto de 1990) es una deportista finlandesa que compitió en vela en la clase Laser Radial.
Ganó una medalla de plata en el Campeonato Mundial de Laser Radial de 2013 y dos medallas de bronce en el Campeonato Europeo de Laser Radial, en los años 2015 y 2016.
Participó en dos Juegos Olímpicos de Verano, en los años 2008 y 2016, ocupando el quinto lugar en Río de Janeiro 2016, en la clase Laser Radial.

## Palmarés internacional
| \| Campeonato Mundial \| Campeonato Mundial \| Campeonato Mundial \| Campeonato Mundial \| \| Año \| Lugar \| Medalla \| Clase \| \| ------------------ \| ----------------------------------- \| ------------------ \| ------------------ \| \| 2013 \| Rizhao (China) \| Medalla de plata \| Laser Radial \| \| Campeonato Europeo \| \| \| \| \| Año \| Lugar \| Medalla \| Clase \| \| 2015 \| Aarhus (Dinamarca) \| Medalla de bronce \| Laser Radial \| \| 2016 \| Las Palmas de Gran Canaria (España) \| Medalla de bronce \| Laser Radial \| |                                     |                   |              |
| Campeonato Mundial |                                     |                   |              |
| Año | Lugar                               | Medalla           | Clase        |
| 2013 | Rizhao (China)                      | Medalla de plata  | Laser Radial |
| Campeonato Europeo |                                     |                   |              |
| Año | Lugar                               | Medalla           | Clase        |
| 2015 | Aarhus (Dinamarca)                  | Medalla de bronce | Laser Radial |
| 2016 | Las Palmas de Gran Canaria (España) | Medalla de bronce | Laser Radial |